# Rajaraja I.
Rajaraja Chola I. (tamilisch இராஜராஜ சோழன் Irājarāja Cōḻaṉ; † 1014) war ein bedeutender König der tamilischen Dynastie der Chola. Er kam nach dem Tod seines Bruders Adithya II an die Macht und regierte zwischen 985 und 1014 n. Chr. Rajaraja führte die Blüte seiner Dynastie hierbei, indem er das Reich auf Sri Lanka im Süden und Kalinga (Odisha) im Nordosten ausdehnte. Er führte Krieg gegen die Chalukya im Norden und die Pandya im Süden. Mit der Eroberung der Chalukya-Hauptstadt Vengi etablierte Rajaraja eine Nebenlinie der Chola im Chalukya-Reich.

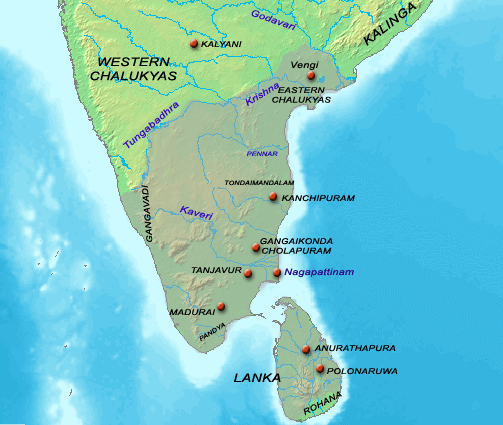
Das Chola-Reich während Rajarajas Herrschaft

Rajaraja reformierte das Verwaltungssystem, indem er sein Imperium in einzelne Distrikte unterteilte. Unter seiner Herrschaft wurde der Brihadisvara-Tempel in Thanjavur erbaut. Sein Sohn Rajendra I. brachte das Chola-Reich zu seiner größten Ausdehnung.